# Giorgio Chinaglia
Giorgio Chinaglia, né le 24 janvier 1947 à Carrare en Toscane et mort le 1er avril 2012 à Naples en Floride,est un footballeur italien évoluant au poste d'attaquant. Il passa sa jeunesse au Pays de Galles. Il fut international italien dans les années 1970.

## Biographie

### Débuts au pays de Galles
Chinaglia fit ses débuts au football au Swansea Town AFC et devint professionnel en 1964. Son premier match professionnel fut un match nul 2-2 contre le Rotherham United FC lors du troisième tour de la League Cup le 14 octobre 1964, il disputa un autre match cette saison dans cette même League Cup contre Portsmouth FC le 13 février 1965 (pour un autre match nul 0-0).
La saison suivante, il dispute seulement quatre matchs en championnat (dont trois comme titulaire) et inscrit son unique but de la saison à Bournemouth le 24 août 1965 lors d'une défaite 2-1.

### Passage en Italie
Il joua pour le compte de trois clubs en Italie : Massese, Internapoli et SS Lazio, mais cela sera seulement dans le dernier où il eut une véritable renommée, y disputant sept saisons et remportant le championnat et le titre de meilleur buteur lors de la  saison 1973-1974. 
En même temps, il fait ses débuts sous le maillot de l'équipe d'Italie, y disputant 14 matchs pour quatre buts et fut sélectionné pour la coupe du monde 1974.

### Arrivée au New York Cosmos
En 1976, Chinaglia rejoint la NASL et les New York Cosmos, équipe qui compte de multiples nationalités au sein de son effectif dont Pelé. Il y connaît plusieurs réussites sportives, notamment en raison d'être l'un des rares footballeurs à être venu en NASL alors qu'il était au top sur le continent européen. Il disputa 254 matchs avec l'équipe pour y inscrire 242 buts au total (saison régulière + play off). Il remporta à quatre reprises le championnat et fut le meilleur buteur de l'histoire de la NASL. En 1981, il fut élu meilleur joueur du championnat.
Cependant, outre le fait qu'il possédait un mauvais caractère, les communautés italiennes aux États-Unis lui reprochaient son départ d'Italie et de sa sélection nationale (n'ayant donc pas pris part aux autres coupes du monde).

### Palmarès
- Champion d'Italie avec la Lazio en 1974
- Meilleur buteur du championnat d'Italie en 1974 avec 24 buts.

## Divers
- En 2000, il est entré dans le National Soccer Hall of Fame.
- Il a couvert la coupe du monde 2006 pour ABC.
- Il est cité dans la chanson Mio fratello è figlio unico du chanteur Rino Gaetano.